# جارد كوك
جارد كوك (بالإنجليزية: Jared Cook)‏ هو لاعب كرة قدم أمريكية أمريكي، ولد في 7 أبريل 1987 في برمنغهام في الولايات المتحدة.

## وصلات خارجية
- جارد كوك على موقع إي إس بي إن.كوم (أن.أف.أل)3
- جارد كوك على موقع مرجع كرة القدم المحترفة.كوم (الإنجليزية)